# International Women's Open 2001 - Doppio
Il doppio dell'International Women's Open 2001 è stato un torneo di tennis facente parte del WTA Tour 2001.
Ai Sugiyama e Nathalie Tauziat erano le detentrici del titolo, ma hanno partecipato con partner differenti, la Sugiyama con Daniela Hantuchová e la Tauziat con Kimberly Po-Messerli.
La Po-Messerli e la Tauziat hanno perso nel 1º turno contro Dája Bedáňová e Conchita Martínez.
La Hantuchová e Sugiyama hanno perso in semifinale contro Cara Black e Elena Lichovceva.
Lisa Raymond e Rennae Stubbs hanno battuto in finale 6–2, Cara Black e Elena Lichovceva.

## Teste di serie
Campionessesa seeds are indicated in bold text while text in italics indicates the round in which those seeds were eliminated.
1. Lisa Raymond /  Rennae Stubbs (campionesse)
2. Cara Black /  Elena Lichovceva (finale)
3. Kimberly Po-Messerli /  Nathalie Tauziat (primo turno)
4. Nicole Arendt /  Caroline Vis (primo turno)

## Tabellone

### Legenda
| - Q = Qualificato - WC = Wild card - LL = Lucky loser | - ALT = Alternate - SE = Special Exempt - PR = Protected Ranking | - w/o = Walkover - r = Ritirato - d = Squalificato |